# Paul Beiersdorf
Paul Carl Beiersdorf (* 26. März 1836 in Neuruppin; † 17. Dezember 1896 in Hamburg) war ein deutscher Apotheker und Unternehmer.

## Leben
Beiersdorf wurde am 26. März 1836 in Neuruppin geboren und absolvierte eine Apothekerlehre und studierte in Berlin Pharmazie. Nach seiner Approbation übernahm er in Moskau die Leitung einer technischen Fabrik und wurde Mitinhaber eines Optik-Unternehmens. Ab 1864 lebte er in Berlin und führte Apotheken in Bärwalde und Grünberg.
1880 ließ sich Beiersdorf als Apotheker in Hamburg nieder. Nebenbei experimentierte er an pharmazeutischen Präparaten. In enger Zusammenarbeit mit dem Dermatologen Paul Gerson Unna begründete er die Pflaster-Produktion und erhielt für die Guttaperchapflastermulle 1882 sein erstes Patent. Das Datum der Patenterteilung gilt heute als Gründungsdatum der Beiersdorf AG.
Nach dem Selbstmord seines 16-jährigen Sohnes Carl Albert, der sich wegen einer Nichtversetzung am Gymnasium erschoss, verkaufte er 1890 sein Unternehmen für 60.000 Mark an Oscar Troplowitz. Zum damaligen Zeitpunkt beschäftigte das Unternehmen, das Beiersdorfs Namen in seiner Firma beibehielt, neben dem Inhaber acht Arbeiter, zwei Expedienten und einen Laboranten.
Nachdem er sein Vermögen durch Bauspekulation verloren hatte und ein beruflicher Neustart im Apothekenwesen gescheitert war, verübte Paul Beiersdorf am 17. Dezember 1896 im Alter von 60 Jahren mit Gift Selbstmord.
Mit dem Umzug der Konzernzentrale der Beiersdorf AG in Hamburg wurde Beiersdorf zu Ehren ein Teil der Troplowitzstraße 2023 in Beiersdorfstraße umbenannt.